# Naturalistický omyl
Naturalistický omyl (či klam) je označení pro postoj, který na základě toho, že něco existuje v rámci přírody či společnosti vyvozuje, že je takovýto jev správný či morální. Jde o odvozování normativních závěrů z čistě deskriptivních premis. Popsal jej a pojmenoval britský filosof G. E. Moore v roce 1903.
Jeho opakem je moralistický omyl.

## Příklady
- Reklamy se někdy snaží prezentovat prodávané zboží jako "přírodního původu" a vyvolat tím dojem, že je tudíž zdravější, bezpečnější nebo ekologičtěji vyprodukované. Takový závěr ale může být klamný.
- Zastánci alternativní medicíny se někdy snaží argumentovat proti vakcinaci nebo některým lékům tím způsobem, že je označí za nepřirozené. To ale ve skutečnosti nevypovídá nic o jejich účinnosti nebo bezpečnosti.
- Filosof Peter Singer argumentuje, že jedení zvířecího masa by nemělo být považováno za morálně přijatelné na základě toho, že je pro lidský organismus přirozené. Z morálního hlediska bychom podle něj měli porovnávat jaký prospěch, resp. neprospěch z toho plyne pro člověka resp. zvířata.